# Тюрин, Юрий Александрович
Юрий Александрович Тюрин (род. 5 апреля 1957,  посёлок Ишеевка, Ульяновская область, СССР) — российский политик, с 2015 по 2018 год Глава города Ижевска.

## Биография
Юрий Тюрин родился в 1957 году в рабочем посёлке Ишеевка, расположенном в Ульяновском районе Ульяновской области. Окончив в 1979 году Ульяновский политехнический институт по специальности «Энергоснабжение промышленных предприятий», переехал в Ижевск и устроился на металлургический завод «Ижсталь» электромонтёром. За свою карьеру на заводе поднялся до должности его директора технического.
Четыре раза избирался депутатом в Городскую думу Ижевска — III (2002—2005 годы), IV (2005—2010), V (2010—2015) и VI (2015—н. в.) созывы.
8 октября 2015 года в ходе тайного голосования был избран Главой Ижевска.
3 мая 2018 года подал заявление об уходе с поста Главы Ижевска по собственному желанию. 10 мая отставка была принята Ижевской городской думой.
15 декабря 2020 года Юрий Тюрин сложил полномочия депутата госсовета Удмуртии.

## Награды и премии
- Заслуженный энергетик Российской Федерации;
- Заслуженный энергетик Удмуртской Республики;
- лауреат Государственной премии Удмуртской Республики в области науки и техники;
- медаль МЧС России «За спасение погибающих на водах»[5].